# Lesbofobia

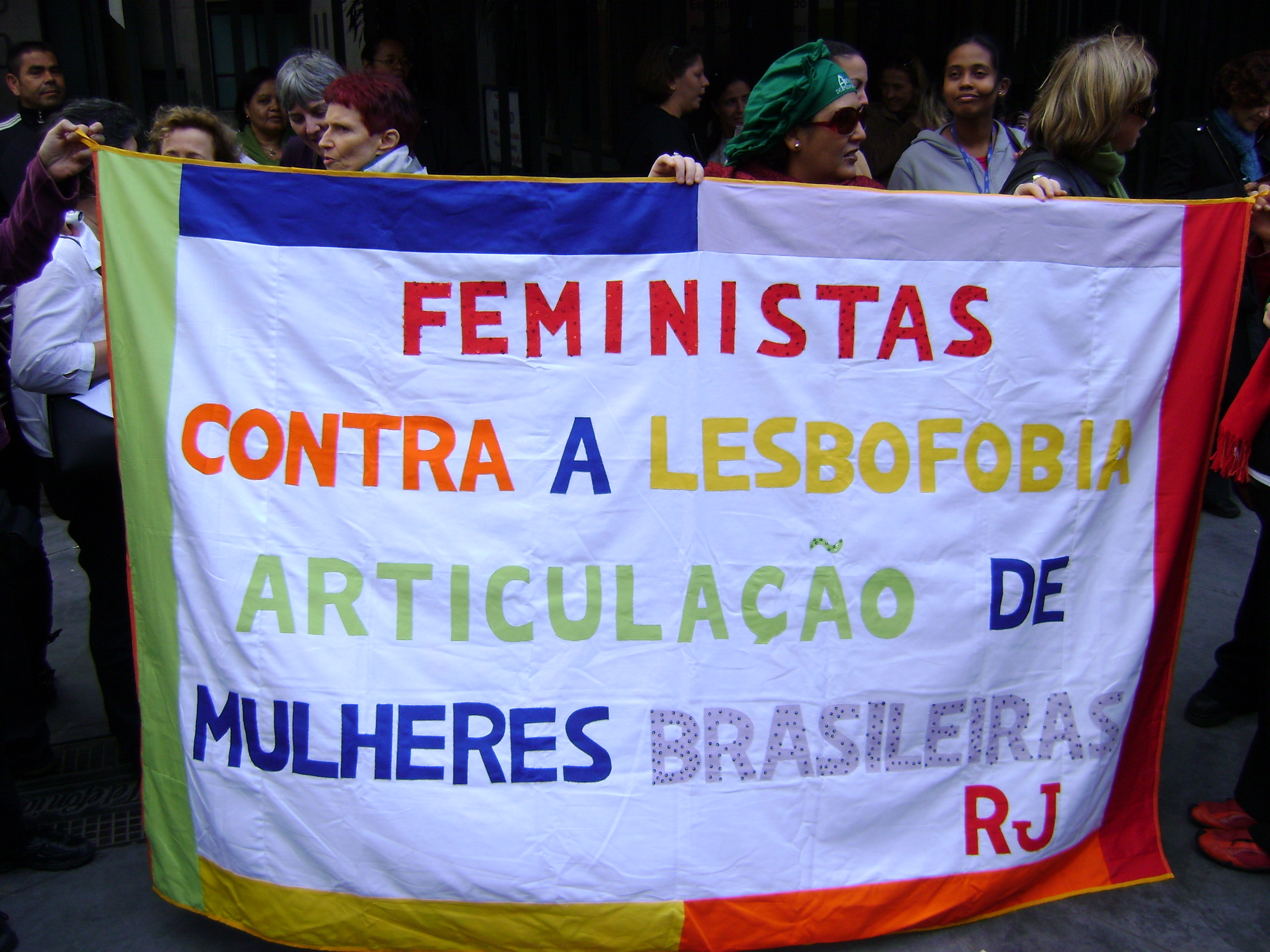
Manifestación exigiendo el fin de la lesbofobia en São Paulo, 2009.

La lesbofobia consiste en varias formas de discriminación, prejuicio, y negatividad homófobas y sexistas hacia las lesbianas como individuos, parejas, o grupos sociales, o al lesbianismo de forma general.
Esta negatividad hacia las lesbianas basada en las categorías de sexo o género, orientación sexual y expresión de género incluye los prejuicios, la discriminación y el abuso, además de las actitudes y sentimientos desde el desdén hasta la hostilidad hacia la identidad de las lesbianas y su invisibilización, por la supuesta usurpación del papel masculino, ante la insumisión patriarcal. De ese modo, la lesbofobia es una forma de sexismo que se cruza con la homofobia y viceversa.

## Terminología
Aunque el término lesbofobia no está recogido en el Diccionario de la Real Academia Española tiene un uso frecuente en obras científicas especializadas y en textos ensayísticos y periodísticos.
Aunque el término general homofobia se utiliza para describir este tipo de prejuicio o comportamiento, no refleja adecuadamente las afecciones específicas de las lesbianas, puesto que ellas experimentan una doble discriminación tanto homofóbica como sexista. De manera similar, las mujeres bisexuales prefieren el término bifobia para referirse al prejuicio al que se enfrentan, el cual se basa en su comportamiento o identidad bisexual, y ciertas personas que se identifican como transexuales a menudo prefieren el término transfobia.

## Alcance

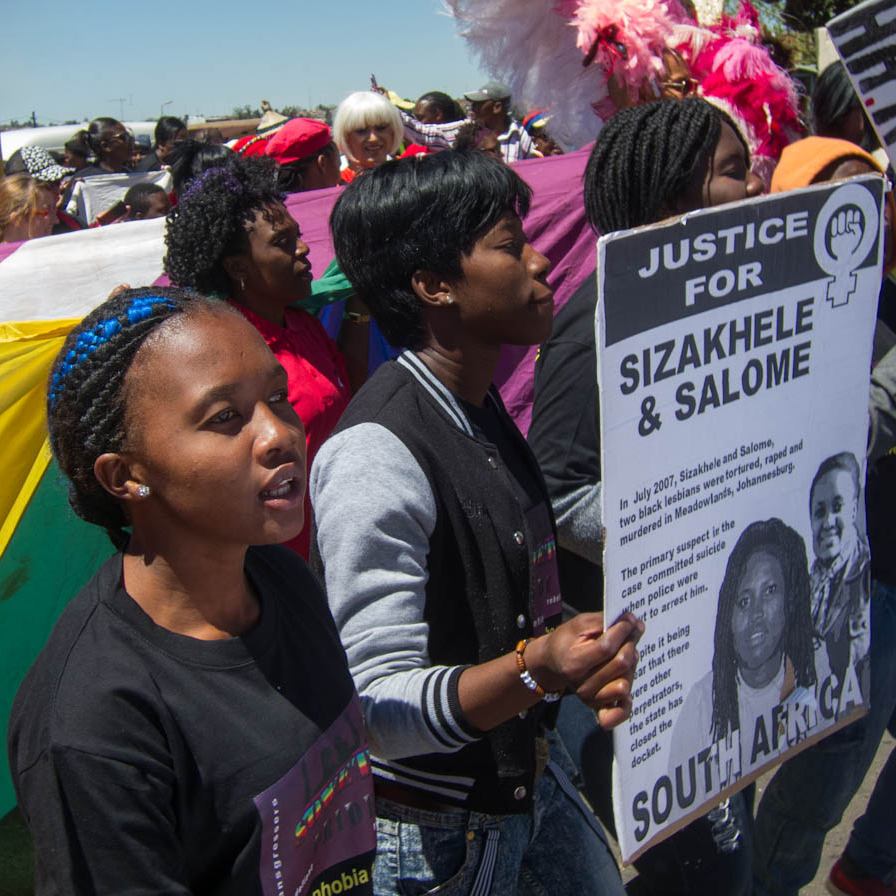
Orgullo en Soweto en 2012, recordando a las dos lesbianas violadas y asesinadas en 2007.

La idea de que las lesbianas son peligrosas, mientras que las interacciones heterosexuales son naturales y normales, es un ejemplo común de creencia lesbófoba. Como la homofobia, esta creencia se clasifica como heteronormativa, pues da por hecho que la heterosexualidad es dominante, se presupone y es normal, y que cualquier otro tipo de relación o sexualidad es anormal y antinatural. Un estereotipo identificado como lesbófobo es que las mujeres deportistas son siempre, o mayoritariamente, lesbianas. Las lesbianas encuentran actitudes lesbófobas no solamente en hombres y mujeres heterosexuales, sino también en hombres homosexuales y personas bisexuales. La lesbofobia en hombres homosexuales se manifiesta en la percibida subordinación de los problemas de las lesbianas en las campañas de derechos LGBT.

### Violencia lesbófoba
La lesbofobia se muestra en ocasiones a través de crímenes violentos, incluyendo las violaciones correctivas e incluso el asesinato. En Sudáfrica, Sizakele Sigasa (una activista lesbiana que vivía en Soweto) y su pareja Salome Masooa fueron violadas, torturadas y asesinadas en julio de 2007, en un ataque que las organizaciones de derechos LGBT del país, incluyendo el grupo global Joint Working Group, afirmaron que fueron resultado de la lesbofobia.Otros dos asesinatos/violaciones de lesbianas ocurrieron en Sudáfrica a principios de 2007: Simangele Nhlapo, miembro de un grupo de apoyo a afectados del VIH, fue violada y asesinada en junio junto a su hija de dos años; y Madoe Mafubedu, de 16 años, fue violada y apuñalada mortalmente.
Zanele Muholi, directora de relaciones de un grupo de derechos de lesbianas, reporta haber registrado 50 casos en la última década, involucandro a lesbianas de color en áreas urbanas subdesarrolladas, diciendo: "El problema es mayoritariamente el patriarcado. Los hombres que perpetran tales crímenes ven la violación como una cura, y como un intento de demostrarle a las mujeres su lugar en la sociedad."

### Borrado lésbico
El borrado lésbico (o lesbian erasure) hace referencia a la invisibilización de la historia y problemáticas de las lesbianas. El término se utiliza para criticar la exaltación de las contribuciones de mujeres referentes invisibilizando su lesbianismo, citándose frecuentemente los casos de Stormé DeLarverie, Audre Lorde o Angela Davis. Se utiliza también dentro del feminismo radical por parte de lesbianas políticas frente a la teoría queer, al entender que la orientación sexual y sexualidad de las lesbianas se basa en la atracción por personas del mismo sexo, no del mismo género, y por tanto se rechaza que la ausencia de atracción sexual por mujeres trans que no han transicionado pueda catalogarse de transfobia. Frente a la afirmación de que las lesbianas deberían estar abiertas a la posibilidad de tener relaciones sexuales con mujeres trans que no han transicionado, se postula que la sexualidad lésbica no existe para validar identidades, y que ante la ausencia de deseo sexual las lesbianas no tienen obligación de acostarse con ninguna persona, sin que esto se perciba como que se está oprimiendo a nadie ni merezca la estigmatización de las lesbianas.